# Julia Kamińska
Julia Małgorzata Kamińska (Gdańsk, 13 de noviembre de 1987) es una actriz, guionista y cantante polaca. Tuvo un papel principal en BrzydUla de TVN, la versión polaca de Yo soy Betty la fea.
En 2022, fue anunciada como jueza de la versión polaca del programa de juegos musicales, The Masked Singer.

## Primeros años
Kamińska nació en una familia católica. Su padre, Krzysztof Kamiński, es ingeniero naval y profesor en la universidad de Triciudad. Su madre, Małgorzata Kamińska, es ingeniera hidrotécnica.
Kamińska comenzó a actuar en la escuela secundaria cuando se unió a Wybrzeżak, un grupo de teatro orientado a la educación. Como parte de este proyecto, Kamińska asumió el papel principal en Romeo y Julieta junto a los actores Szymon Jachimek y Wojciech Tremiszewski. En 2003, interpretó el papel de Gloria en una coproducción de Dead Poets Society entre Wybrzezak y la Universidad del Norte de Iowa.
Durante sus años de escuela secundaria, Kamińska también trabajó como modelo fotográfica, y en 2005 apareció en la portada de una revista para adolescentes. También estudió lingüística alemana. En 2006, se matriculó en la Escuela de Idiomas Modernos de la Universidad de Gdansk.

## Carrera
En 2005, Kamińska apareció junto a su hermano Christian Kamiński en el programa de televisión Pełną Parą. Más tarde, ese mismo año, se convirtió en coanfitriona de un programa infantil matutino local llamado Kingdom Matt.
En 2006, Kamińska se unió al elenco del programa de televisión Ja wam pokażę! interpretando el personaje de Tosia.
En 2008, Kamińska interpretó al personaje de Ula en el programa de TVN BrzydUla, una nueva versión polaca de la internacionalmente aclamada Yo soy Betty, la fea. Siguiendo la historia original, Ula se enamora de su jefe Marek Dobrzański, interpretado por Filip Bobek. Ganó el premio Telekamery.
En 2012, Kamińska desempeñó un papel principal en la comedia de situación Reguły Gry (Reglas del juego), basada en el éxito estadounidense Rules of Engagement.

## Vida personal
Desde 2022, mantiene una relación con el empresario israelí Roie Weinstein.

## Filmografía

### Cine
| Año  | Título                  | Director                | Papel                  | Nota         |
| ---- | ----------------------- | ----------------------- | ---------------------- | ------------ |
| 2006 | Towar                   | Abelard Giza            | Muchacha del baño      |              |
| 2007 | W stepie szerokim       | Abelard Giza            | Fan                    |              |
| 2009 | Mniejsze zło            | Janusz Morgenstern      | Poeta                  |              |
| 2009 | Zero                    | Pawel Borowski          | Empleada de restorante |              |
| 2011 | Wintertochter           | Johannes Schmid         | Danuta                 |              |
| 2012 | Być jak Kazimierz Deyna | Anna Wieczur-Bluszcz    | Chica nerd             |              |
| 2012 | Panienki z Park Avenue  | Katarzyna Górtat        | Natalia                | Cortometraje |
| 2013 | Swing                   | Abelard Giza            | Agnieszka              |              |
| 2013 | Heavy Mental            | Sebastian Buttny        | Sad Lady               |              |
| 2014 | Wkręceni                | Piotr Weresniak         | Mucama                 |              |
| 2018 | Narzeczony na niby      | Bartosz Prokopowicz     | Karina                 |              |
| 2020 | Jak zostać gwiazdą      | Anna Wieczur-Bluszcz    | Ewa Dykty              |              |
| 2023 | Porady na zdrady 2      | Sara Bustamante-Drozdek | Kaja                   |              |

### Televisión
| Año       | Título            | Papel              | Nota          |
| --------- | ----------------- | ------------------ | ------------- |
| 2005      | Pelna para        | Agnieszka Niwinska | 6 episodios   |
| 2007      | Dylematu 5        | Cięta              | 3 episodios   |
| 2007      | Ja wam pokażę!    | Tosia Kozlowska    | 13 episodios  |
| 2008      | Barwy szczęścia   | Majka              | 6 episodios   |
| 2009      | BrzydUla          | Ula Cieplak        | 160 episodios |
| 2012      | Reguły Gry        | Natasza Sznajder   | 15 episodios  |
| 2013      | Hotel 52          | Justyna Tańska     | 1 episodio    |
| 2013-2016 | Na dobre i na złe | Zuza Krakowiak     | 28 episodios  |
| 2014      | Prawo Agaty       | Joanna Kot         | 1 episodio    |
| 2015-2016 | Singielka         | Natalia Nowacka    | 188 episodios |
| 2017-2024 | Na Wspólnej       | Roma Lenarska      | 131 episodios |
| 2018      | Kryzys            | Esposa (voz)       | 1 episodio    |
| 2020-2021 | BrzydUla 2        | Ula Dobrzanska     | 223 episodios |